# Kemal Malovčić

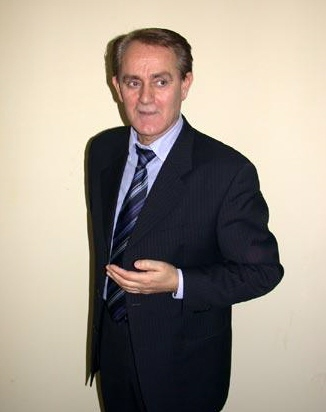
Kemal Malovčić (2008)

Kemal Malovčić (* 6. August 1946 in Okreč bei Sanski Most, FVR Jugoslawien) ist ein bosnischer  Turbo-Folk-Sänger.

## Leben
Malovčić’ Karriere begann 1968 im Alter von 22 Jahren. Veröffentlicht hat er damals seine erste Single Oko Sane (An der Sana), mit dem er sich auf den Fluss Sana (Fluss), an dem sich seine Heimatstadt Sanski Most befindet, bezieht.
Große Unterstützung zu Beginn seiner Karriere erhielt er von seinem jüngeren Bruder Džemal Malovčić (* 1947 in Sanski Most, Bosnien und Herzegowina, † 1992 in Wien), ebenfalls Turbo-Folk-Sänger, der für ihn die Musik und die Texte schrieb. Aber der größte Erfolg und der Höhepunkt seiner Karriere war die Zusammenarbeit mit der damaligen jugoslawischen Band Južni Vetar (Südwind) die sechs Jahre dauerte (1985–1991). 1985 veröffentlichte er sein bekanntestes Album Okreće se kolo sreće (Es dreht sich das Glücksrad) das sich mehr als 600.000 Mal verkaufte.
Während des Bosnienkriegs kehrte Malovčić Južni Vetar den Rücken, er wolle nicht mehr der Band angehören, die das Zentrum der Turbo-Folk-Bewegung Serbiens war. Während des Krieges in seinem Heimatland Bosnien und Herzegowina setzte sich Malovčić für humanitäre Hilfe für sein Land ein und gab viele humanitäre Konzerte.
Malovčić lebt in Wien, ist verheiratet mit Fadila (Geburtsname Ćoralić) und hat eine Tochter, die Schauspielerin und Sängerin Edita Malovčić, sowie drei Söhne Džanan, Kenan und Adin.

## Diskografie

### Alben
| - 1968: Oko sane - 1971: Uno lijepa rijeko - 1972: Sad kod mene tuga srcem vlada - 1973: Senada, Senada - 1974: Stiglo pismo od rođenog brata - 1975: Ajka Banjalučanka - 1976: Što nam svadbu odgodi - 1977: Suzana ljubavi - 1978: Hiljadu poljubaca šaljem ti draga - 1979: Čuvaj draga našu kćerku - 1982: Gdje si sada Leptirice moja - 1983: Doviđenja ja nemam strpljenja - 1984: Škorpijon sam ja - 1985: Okreće se kolo sreće – Južni Vetar - 1986: Ko gubi – Južni Vetar - 1987: Oženi me Babo moj – Južni Vetar - 1988: Kemal – Južni Vetar - 1989: Prosjak ljubavi – Južni Vetar | - 1990: Caru ide carevo – Južni Vetar - 1991: Ti si moj 13 broj – Južni Vetar - 1993: Kemal - 1994: Neka paša, neka aga - 1995: Trn u oku - 1997: Neka pjesma krene - 1997: Eh da sam - 1999: Dlan - 1999: Kolo sreće se okreće - 1999: Kemal Malovčić - 2001: Ranjeno je srce moje - 2002: Car ljubavi - 2004: Tek Tek - 2006: Sretan put - 2007: Sikter - 2009: Deveram - 2011: Dame imaju prednost - 2016: Kralj Pjesme |

### Singles (Auswahl)
- 1985: Dosao sam samo da te vidim
- 1985: Okreće se kolo sreće
- 1985: Rekla si mi da ne voliš zimu
- 1986: Pripala si meni
- 1987: Oženi me Babo
- 1997: Usamljena Srca
- 1998: Samo Bol (Original: Mahsun Kırmızıgül – Belalım)
- 2001: Ranjeno je srce moje
- 2004: Tek Tek (Sample von İbrahim Tatlıses – Tek Tek)
- 2007: Jači nego ikad (feat. Mile Kitić, Šemsa Suljaković, Dragana Mirković & Sinan Sakić)
- 2019: Biba (mit Južni Vetar)
- 2020: Kao nekad na Balkanu
- 2021: Prijatelju Moj (mit Elvis Zajnovski)
- 2022: Hajde Sine Da Te Otac Zeni (mit Indy Aradinovic)